# Čagodoščenský rajón
Čagodoščenský rajón (rusky Чагодощенский район) je jeden z rajónů Vologdské oblasti v Rusku. Jeho administrativním centrem je sídlo městského typu Čagoda. V roce 2010 zde žilo 14 163 obyvatel.

## Geografie
Rajón leží na jihozápadě Vologdské oblasti. Hraničí s Leningradskou a Novgorodskou oblastí. Jeho rozloha je 2408 km². Skládá se z devíti samosprávných obecních obvodů, z toho jsou dva městské a devět vesnických. Sídly městských obecních obvodů jsou Čagoda a Sazonovo.
Sousední rajóny:
- severovýchod – Babajevský rajón
- východ – Usťuženský rajón
- jih – Pestovský rajón (Novgorodská oblast)
- jihozápad – Chvojninský rajón (Novgorodská oblast)
- severozápad – Boksitogorský rajón (Leningradská oblast)